# 팔라이올록소돈
팔라이올록소돈속(학명: Palaeoloxodon)은 장비목 코끼리과에 속하는 멸종한 속으로, 비교적 굽은 모습 없이 일직선으로 뻗은 상아가 특징적이어서 해당 속에 속한 종들을 통틀어 곧은엄니코끼리속이라고도 일컫는다. 플라이스토세 전기에 아프리카에서 발원하여 중기에 이르러 유라시아 대륙으로 진출한 것으로 보인다. 아시아에 분포했던 종인 아시아곧은엄니코끼리(P. namadicus)는 현존했던 육상 포유류 가운데 가장 거대한 종으로 여겨진다.

## 하위 종
팔라이올록소돈속(Palaeoloxodon)에 속하는 동물 종은 다음과 같으며, 현재는 전종이 절멸했다.

### 대륙종
- † 곧은엄니코끼리 (Palaeoloxodon antiquus)
- † 중국곧은엄니코끼리 (Palaeoloxodon huaihoensis)
- † Palaeoloxodon jolensis
- † 아시아곧은엄니코끼리 (Palaeoloxodon namadicus)
- † 나우만코끼리 (Palaeoloxodon naumanni)
- † 레키코끼리 (Palaeoloxodon recki)
- † Palaeoloxodon turkmenicus

### 지중해 군도종
- † Palaeoloxodon creutzburgi
- † 키프로스난쟁이코끼리 (Palaeoloxodon cypriotes)
- † 시칠리아난쟁이코끼리 (Palaeoloxodon falconeri)
- † Palaeoloxodon lomolinoi
- † Palaeoloxodon mnaidriensis
- † Palaeoloxodon tiliensis
- † Palaeoloxodon xylophagou